# Bitwa w Miodusach-Pokrzywnych
Bitwa w Miodusach Pokrzywnych - bitwa stoczona 18 sierpnia 1945 r. w Miodusach Pokrzywnych na Podlasiu pomiędzy 1 szwadronem 5. Brygady Wileńskiej AK, pod dowództwem por. Zygmunta Błażejewicza „Zygmunta” wsparty oddziałem ppor. Władysława Łukasiuka „Młota” a grupą operacyjną NKWD, UB, LWP. Bitwa jest uznawana za jedno z największych zwycięstw oddziałów podziemia antykomunistycznego.